# Passiflora dolichocarpa
Passiflora dolichocarpa là một loài thực vật có hoa trong họ Lạc tiên. Loài này được Killip mô tả khoa học đầu tiên năm 1930.